# Faro del Caballo
El faro del Caballo se encuentra ubicado en la villa española de Santoña, en Cantabria. No se encuentra en servicio desde alrededor de 1993.

## Edificio
Este faro se encuentra ubicado al pie de los acantilados del Monte Buciero, en la entrada de la bahía de Santoña. Lo escarpado del terreno hace que su acceso por tierra se tenga que realizar a través de una escalinata de 685 peldaños con la que salvar el desnivel. Si el estado de la mar es el adecuado también hay un acceso que permite atracar barcos, utilizando en este caso una escalinata de 111 peldaños.
El edificio se dividía en dos bloques, el primero de ellos destinado a vivienda del farero (ya demolida) y el otro la torre del faro. La vivienda era de planta rectangular en dos alturas, y la fachada con mampostería revocada, encalada y sillería. La torre del faro es de forma cilíndrica, ubicando la linterna en la parte superior dentro de una estructura prismática acristalada con cubierta semiesférica. Lo remata un estrecho corredor exterior con barandilla metálica. La altura del plano focal es de 24 metros sobre el nivel del mar y de 13,36 metros sobre el terreno.
Comenzó a funcionar el 31 de agosto de 1863, aunque no se encuentra operativo desde mediados de la década de 1990 debido a reiterados actos vandálicos.

## Ayudas a la navegación
La linterna original funcionaba con aceite, si bien una reforma posterior la sustituyó por una Maris. Más adelante se actualizó con una instalación de gas acetileno con válvula solar, aunque una última reforma eliminó el gas acetileno en favor de una batería de pilas.
Cuando se encontraba en funcionamiento, la apariencia de la luz era de 4 destellos cada 14 segundos.

## Episodios relevantes
La construcción de la escalinata de acceso al faro fue llevada a cabo por reclusos del cercano penal de El Dueso.